# Laranja

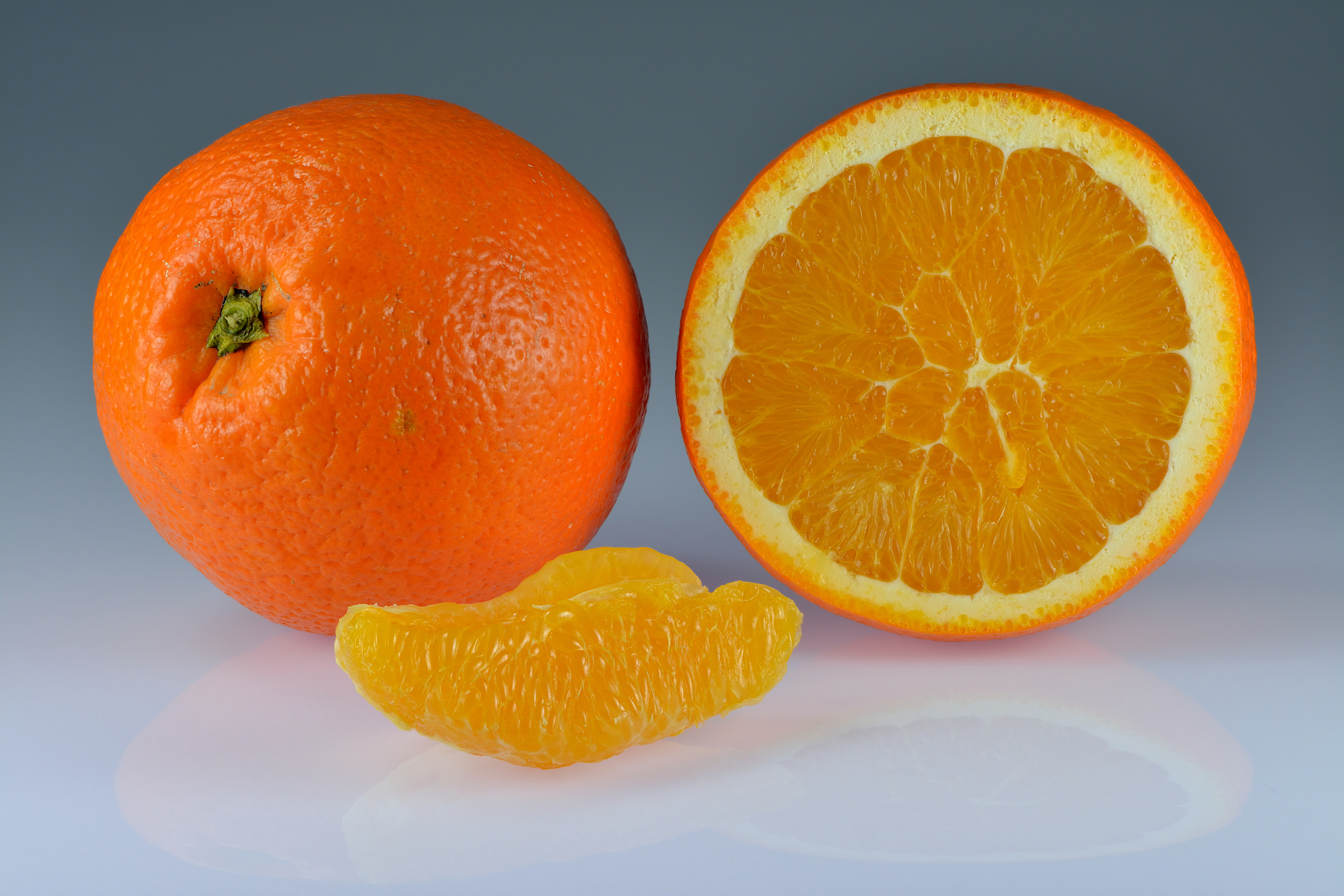
Laranjas – segmentos inteiros, cortados ao meio e descascados

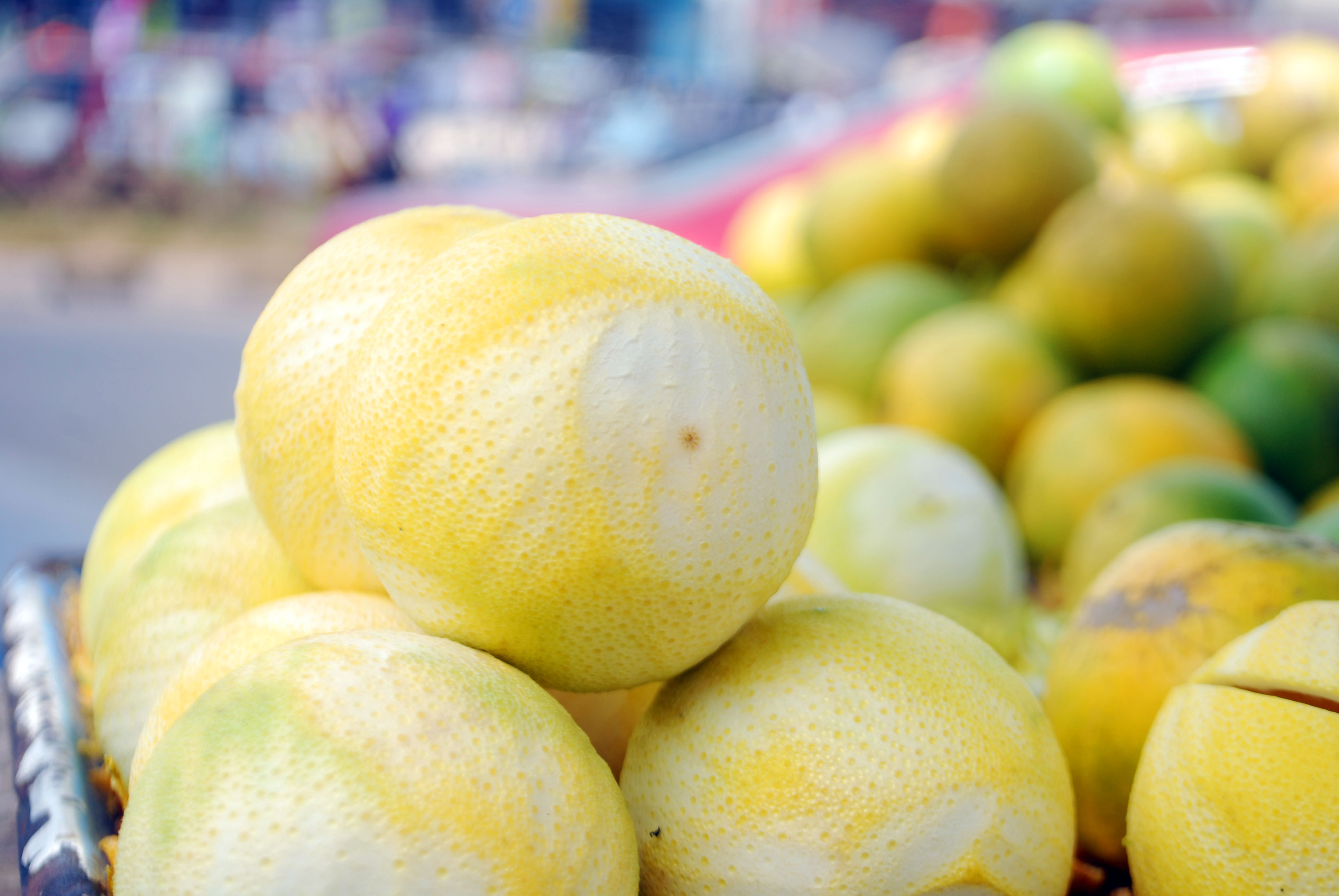
Laranjas depois de descascadas

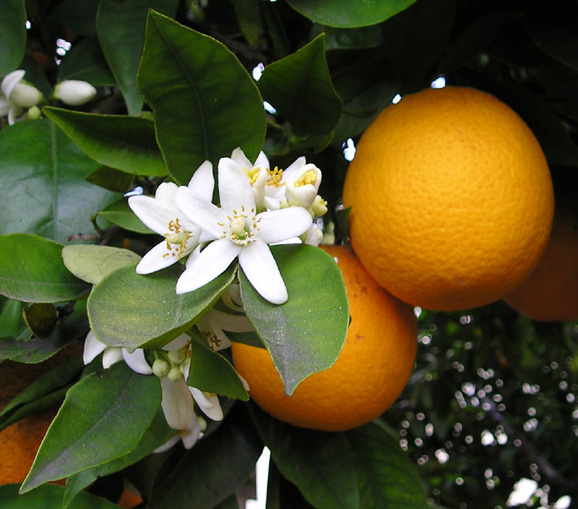
Flores de laranjeira e laranjas na árvore

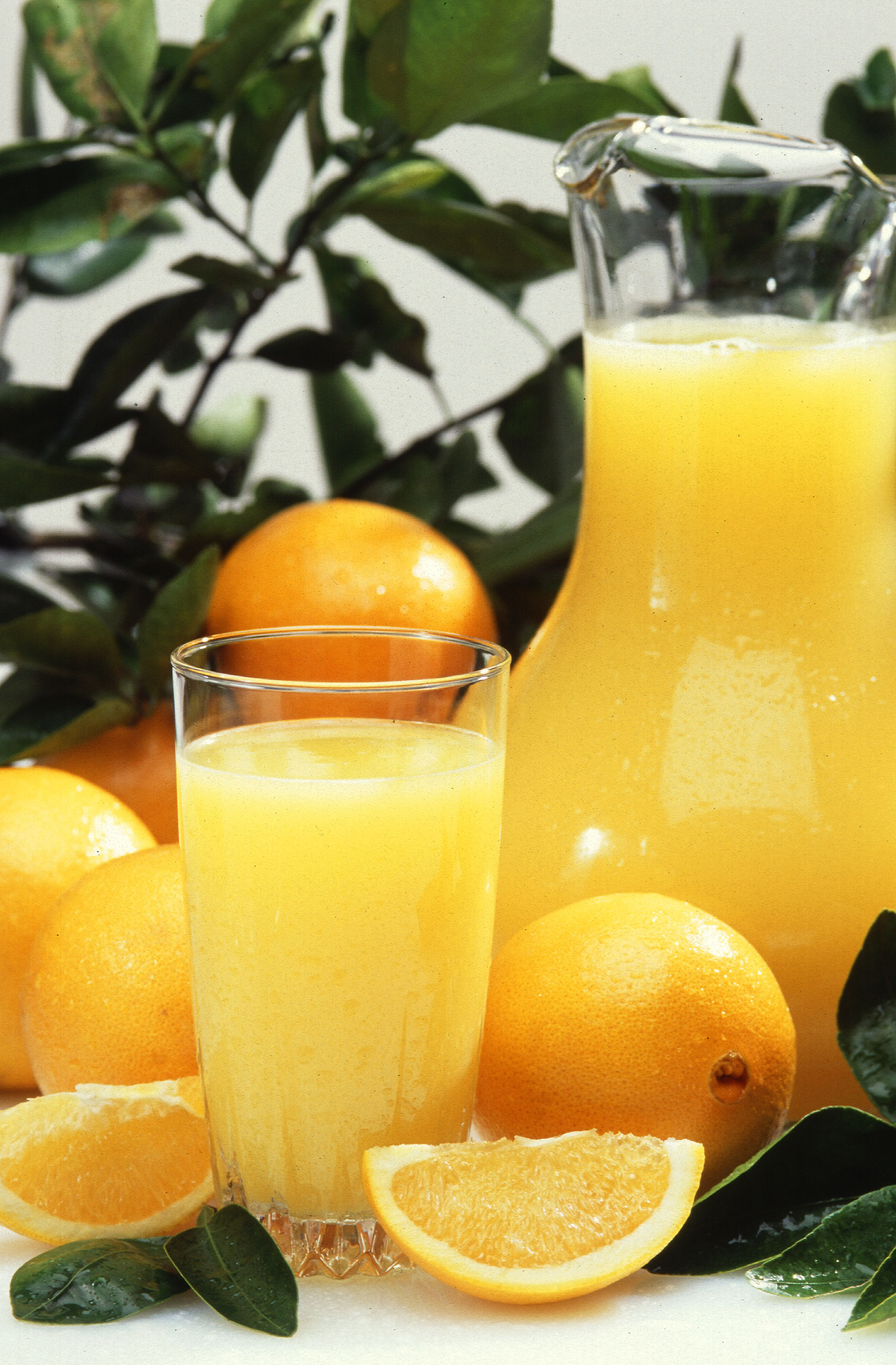
Laranjas e suco de laranja

A laranja é um fruto de várias espécies cítricas da família Rutaceae. Refere-se principalmente ao fruto da espécie Citrus × sinensis, que também é chamado de laranja-doce, para distingui-lo do relacionado Citrus × aurantium, referido como laranja-azeda. A laranja-doce reproduz-se assexuadamente (apomixia por embrionário nucelar); variedades de laranja-doce surgem através de mutações.
A laranja é um híbrido entre pomelo (Citrus maxima) e tangerina (Citrus reticulata). O genoma do cloroplasto e, portanto, a linha materna, é o do pomelo. A laranja doce teve seu genoma completamente sequenciado.
A laranja originou-se em uma região que abrange a China meridional, o nordeste da Índia e Myanmar, e a primeira menção da laranja doce foi na literatura chinesa em 314 a.C. Em 1987, as laranjeiras foram consideradas a árvore frutífera mais cultivada do mundo. As laranjeiras são amplamente cultivadas em climas tropicais e subtropicais por seus frutos doces. O fruto da laranjeira pode ser consumido fresco, ou processado por seu suco ou casca aromatizados. Em 2012, a laranja doce respondeu por aproximadamente 70% da produção de citros.
Em 2019, foram cultivadas 79 milhões de toneladas de laranja em todo o mundo, com o Brasil produzindo 22% do total, seguido por China e Índia.

## Taxonomia e terminologia

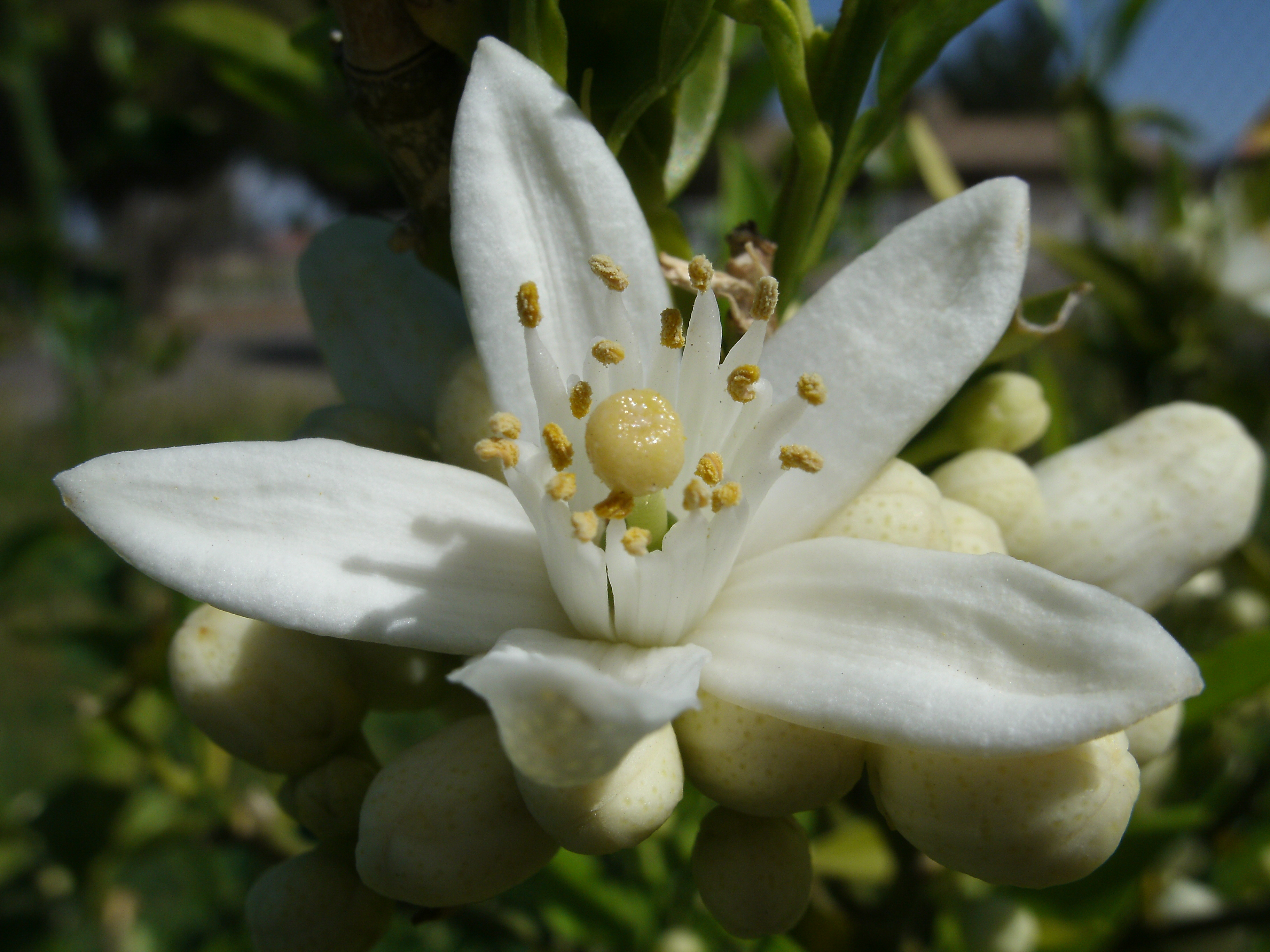
Um close de uma flor de laranjeira

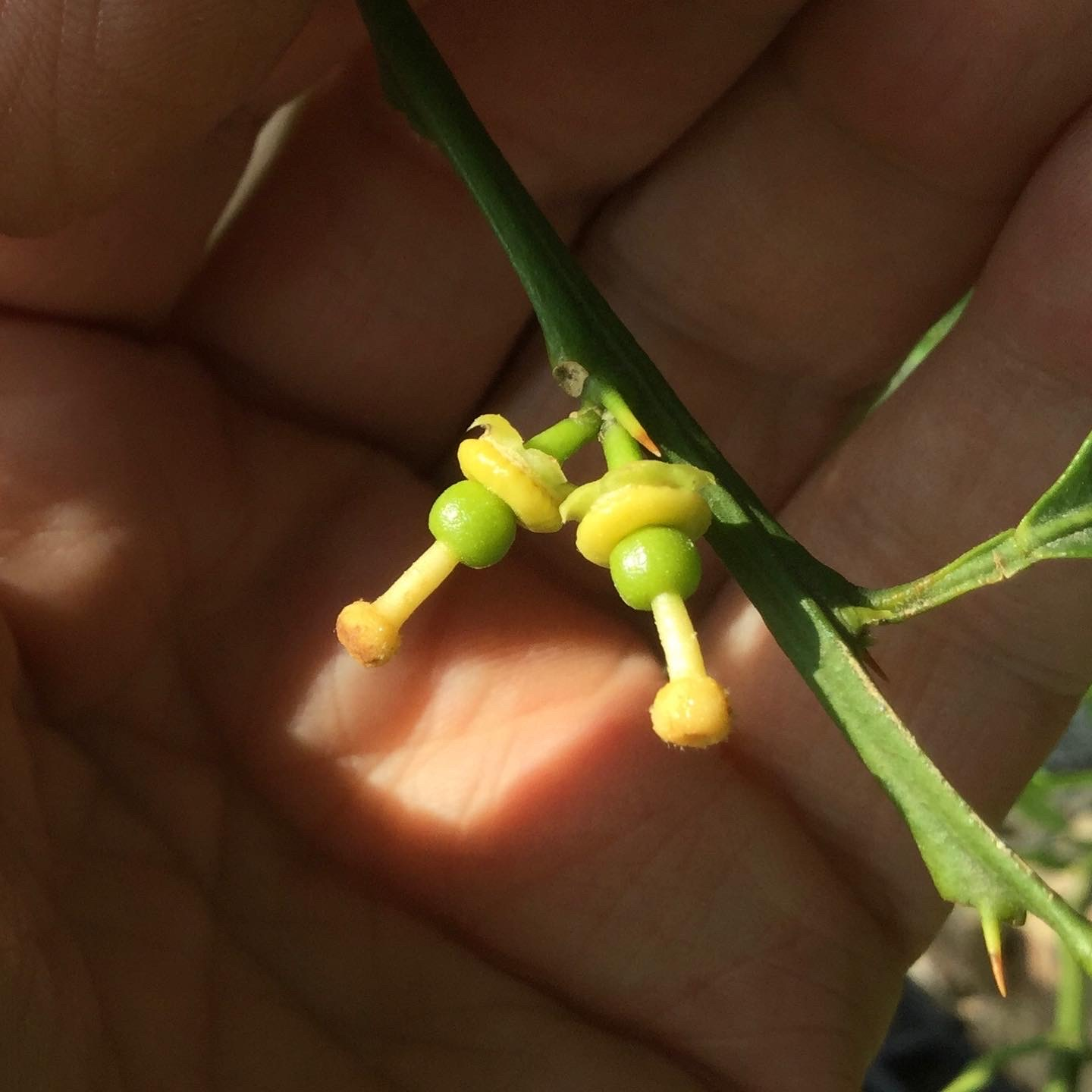
Fases iniciais do desenvolvimento do fruto

Todas as árvores cítricas pertencem ao único gênero Citrus e permanecem quase inteiramente interférteis. Isso inclui toranjas, limões, limas, laranjas e vários outros tipos e híbridos. Como a interfertilidade de laranjas e outros cítricos produziu numerosos híbridos e cultivares, e mutações de gemas também foram selecionadas, a taxonomia cítrica é bastante controversa, confusa ou inconsistente. O fruto de qualquer árvore cítrica é considerado um hesperídio, uma espécie de baga modificada; é coberto por uma casca originada por um espessamento áspero da parede do ovário.
Diferentes nomes foram dados às muitas variedades da espécie. Laranja aplica-se principalmente à laranja-doce – Citrus sinensis (L.) Osbeck. A laranjeira é uma árvore perene e florida, com uma altura média de 9 a 10 m (30 a 33 pé), embora alguns espécimes muito antigos possam atingir 15 m (49 pé). Suas folhas ovais, dispostas alternadamente, têm 4 a 10 cm (1,6 a 3,9 pol) de comprimento e margens crenuladas. As laranjas-doces crescem em uma variedade de tamanhos e formas que variam de esféricas a oblongas. Dentro e preso à casca há um tecido branco poroso, o mesocarpo branco e azedo ou albedo (medula). A laranja contém uma série de carpelos distintos (segmentos) dentro, tipicamente cerca de dez, cada um delimitado por uma membrana, e contendo muitas vesículas cheias de suco e geralmente algumas sementes. Quando não maduro, o fruto é verde. A casca granulada irregular da fruta madura pode variar de laranja brilhante a amarelo-laranja, mas frequentemente retém manchas verdes ou, em condições de clima quente, permanece totalmente verde. Como todas as outras frutas cítricas, a laranja doce não é climatérica. O grupo Citrus sinensis é subdividido em quatro classes com características distintas: laranjas comuns, laranjas sanguíneas ou pigmentadas, laranjas de umbigo e laranjas sem ácido.
Outros grupos cítricos também conhecidos como laranjas são:
- Laranja bergamota (Citrus bergamia Risso), cultivada principalmente na Itália por sua casca, produzindo uma essência primária para perfumes, também usada para aromatizar o chá Earl Grey. É um híbrido de laranja azeda x limão.[24]
- Laranja-azeda (Citrus aurantium), que, assim como a laranja doce, é um híbrido de pomelo x tangerina, mas surgiu de um evento distinto de hibridização.[25]
- A tangerina (Citrus reticulata) é uma espécie original de citrino e um progenitor da laranja comum.
- Laranja trifoliata (Poncirus trifoliata), às vezes incluída no gênero (classificada como Citrus trifoliata). Muitas vezes serve como porta-enxerto para laranjeiras doces e outras cultivares de citrinos.[26]

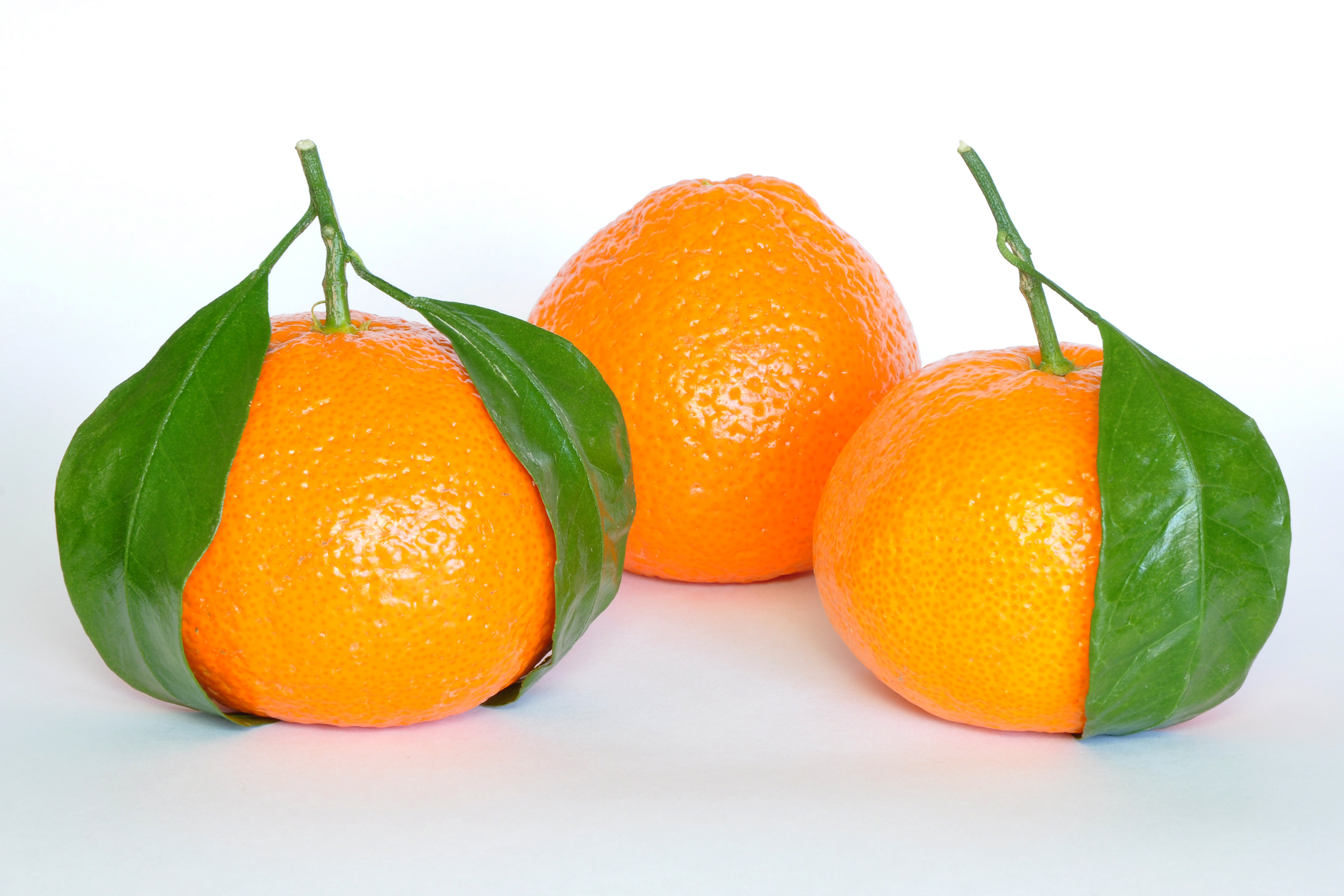
Mandarinas

Um grande número de cultivares tem, como a laranja doce, uma mistura de ancestralidade de pomelo e tangerina. Algumas cultivares são híbridos de tangerina-pomelo, criados a partir dos mesmos pais que a laranja doce (por exemplo, o tangor e a tangerina ponkan). Outras cultivares são híbridos de laranja doce x tangerina (por exemplo, clementinas). Os traços da mandarina geralmente incluem ser menor e achatada, mais fácil de descascar e menos ácido. As características do pomelo incluem um albedo branco espesso (medula da casca, mesocarpo) que está mais intimamente ligado aos segmentos.
As laranjeiras geralmente são enxertadas. A parte inferior da árvore, incluindo as raízes e o tronco, é chamada de porta-enxerto, enquanto a copa frutífera tem dois nomes diferentes: borbulha (quando se refere ao processo de enxertia) e enxerto (quando se refere à variedade de laranja).

## Etimologia
A palavra laranja deriva do sânscrito नारङ्ग (nāraṅga ou nagrungo), que significa 'laranjeira', que por sua vez deriva de uma palavra raiz dravídica (compare நரந்தம் e നാരങ്ങ (narandam e naranja) que se refere à laranja-azeda em tâmil e malaiala, respectivamente). A palavra sânscrita chegou às línguas européias através do persa نارنگ (nārang) e seu derivado árabe نارنج (nāranj).

## História

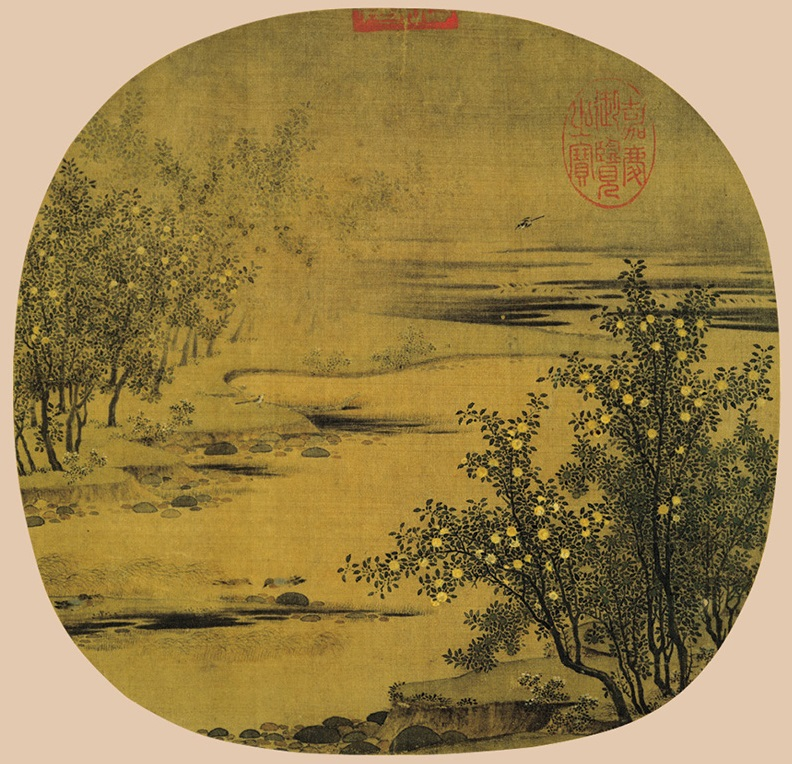
Laranjas Amarelas e Tangerinas Verdes por Zhao Lingrang, pintura chinesa da dinastia Sung (MPN)

A laranja-doce não é um fruto silvestre, tendo surgido na domesticação de um cruzamento entre uma tangerina não pura e um pomelo híbrido que tinha um componente substancial de tangerina. Como seu ADN plastídico é o de pomelo, provavelmente foi o pomelo híbrido, talvez um retrocruzamento de pomelo BC1, que foi o pai materno da primeira laranja. Com base na análise genômica, as proporções relativas das espécies ancestrais na laranja doce são de aproximadamente 42% de pomelo e 58% de tangerina. Todas as variedades de laranja-doce descendem deste cruzamento protótipo, diferindo apenas por mutações selecionadas durante a propagação agrícola. As laranjas-doces têm uma origem distinta da laranja amarga, que surgiu independentemente, talvez na natureza, de um cruzamento entre os pais de tangerina pura e pomelo. A primeira menção da laranja-doce na literatura chinesa data de 314 a.C.
Na Europa, os mouros introduziram a laranja na Península Ibérica, que era conhecida como Al-Andalus, com cultivo em larga escala a partir do século X, como evidenciado por complexas técnicas de irrigação especificamente adaptadas para apoiar pomares de laranja. As frutas cítricas — entre elas a laranja-azeda — foram introduzidas na Sicília no século IX durante o período do Emirado da Sicília, mas a laranja-doce era desconhecida até o final do século XV ou início do século XVI, quando comerciantes italianos e portugueses trouxeram laranjeiras para a área do Mediterrâneo. Pouco depois, a laranja-doce rapidamente foi adotada como fruto comestível. Era considerado um alimento de luxo cultivado por pessoas ricas em conservatórios privados, chamados orangeries. Em 1646, a laranja-doce era bem conhecida em toda a Europa. Luís XIV de França tinha um grande amor por laranjeiras, e construiu a maior de todas as orangeries reais no Palácio de Versalhes. Em Versalhes, laranjeiras em vasos em cubas de prata maciça foram colocadas em todas as salas do palácio, enquanto a orangerie permitia o cultivo da fruta durante todo o ano para abastecer a corte. Quando Luís condenou seu ministro das Finanças, Nicolas Fouquet, em 1664, parte dos tesouros que ele confiscou eram mais de mil laranjeiras da propriedade de Fouquet em Vaux-le-Vicomte.
Viajantes espanhóis introduziram a laranja-doce no continente americano. Em sua segunda viagem em 1493, Cristóvão Colombo pode ter plantado a fruta em Hispaniola. Expedições subsequentes em meados de 1500 trouxeram laranjas-doces para a América do Sul e México, e para a Flórida em 1565, quando Pedro Menéndez de Avilés fundou Saint Augustine. Missionários espanhóis levaram laranjeiras para o Arizona entre 1707 e 1710, enquanto os franciscanos fizeram o mesmo em San Diego, Califórnia, em 1769. Um pomar foi plantado na Missão San Gabriel por volta de 1804 e um pomar comercial foi estabelecido em 1841 perto da atual Los Angeles. Na Luisiana, as laranjas provavelmente foram introduzidas por exploradores franceses.
Archibald Menzies, o botânico e naturalista da Expedição Vancouver, coletou sementes de laranja na África do Sul, criou as mudas a bordo e as deu a vários chefes havaianos em 1792. Eventualmente, a laranja-doce foi cultivada em amplas áreas das ilhas havaianas, mas sua o cultivo parou após a chegada da mosca da fruta do Mediterrâneo no início de 1900.
Como as laranjas são ricas em vitamina C e não estragam facilmente, durante a Era dos Descobrimentos, marinheiros portugueses, espanhóis e holandeses plantaram árvores cítricas ao longo das rotas comerciais para evitar o escorbuto.
Agricultores da Flórida obtiveram sementes de Nova Orleães por volta de 1872, após o que os laranjais foram estabelecidos enxertando a laranja-doce em porta-enxertos de laranja-azeda.

## Atributos

### Fatores sensoriais

Acetato de octila, um composto volátil que contribui para a fragrância das laranjas

O sabor das laranjas é determinado principalmente pelas proporções relativas de açúcares e ácidos, enquanto o aroma da laranja deriva de compostos orgânicos voláteis, incluindo álcoois, aldeídos, cetonas, terpenoides e ésteres. Os compostos limonoides azedos, como a limonina, diminuem gradualmente durante o desenvolvimento, enquanto os compostos aromáticos voláteis tendem a atingir o pico no meio e no final da estação. A qualidade do sabor tende a melhorar mais tarde nas colheitas, quando há uma maior relação açúcar/ácido com menos azedura. Como fruta cítrica, a laranja é ácida, com níveis de pH variando de 2.9 a 4.0.
As qualidades sensoriais variam de acordo com o background genético, condições ambientais durante o desenvolvimento, maturação na colheita, condições pós-colheita e duração do armazenamento.

### Valor nutricional e fitoquímicos
A polpa da laranja é 87% de água, 12% de carboidratos, 1% de proteína e contém gordura insignificante (ver tabela). Como quantidade de referência de 100 gramas, a polpa da laranja fornece 47 calorias e é uma rica fonte de vitamina C, fornecendo 64% do valor diário. Nenhum outro micronutriente está presente em quantidades significativas (ver tabela). As laranjeiras são mais ricas em vitamina C que outros citrinos, como as tangerineiras,  mas o teor desta vitamina varia bastante com a cultivar e o modo de produção, sendo mais alto nos frutos produzidos em agricultura biológica (orgânica).
As laranjas contêm diversos fitoquímicos, incluindo carotenoides (betacaroteno, luteína e betacriptoxantina), flavonoides (por exemplo, naringenina) e numerosos compostos orgânicos voláteis que produzem aroma de laranja, incluindo aldeídos, ésteres, terpenoides, álcoois e cetonas.

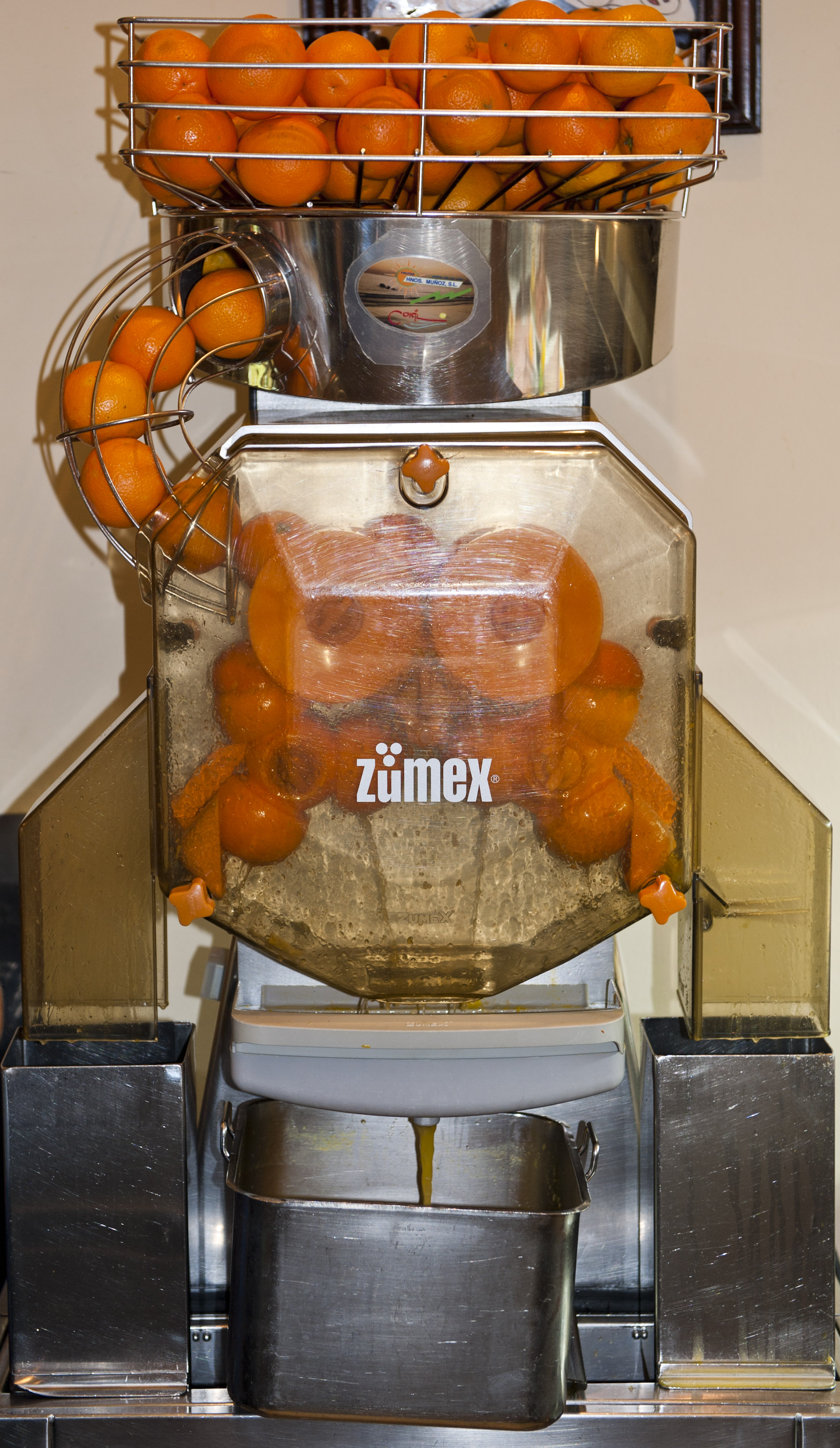
Espremedor de laranja para fazer suco

O suco de laranja contém apenas cerca de um quinto do ácido cítrico de lima ou suco de limão (que contém cerca de 47 g/L).

### Classificação
O Departamento de Agricultura dos Estados Unidos (USDA) estabeleceu as seguintes classificações para laranjas da Flórida, que se aplicam principalmente a laranjas vendidas como frutas frescas: US Fancy, US No. 1 Bright, US No. 1, US No. 1 Golden, US No. 1 Bronze, US No. 1 Russet, US No. 2 Bright, US No. 2, US No. 2 Russet e US No. 3. As características gerais graduadas são cor (tanto matiz quanto uniformidade), firmeza, maturação, características varietais, textura e forma. Fancy, o grau mais alto, requer o mais alto grau de cor e ausência de manchas, enquanto os termos Bright, Golden, Bronze e Russet referem-se apenas à descoloração.
Os números de classificação são determinados pela quantidade de manchas desagradáveis na pele e firmeza da fruta que não afetam a segurança do consumidor. O USDA separa manchas em três categorias:
1. Manchas gerais: amoníaco, pele de gamo, melanose endurecido, vincos, decadência, crosta, umbigo dividido, queimadura por pulverização, segmentos não desenvolvidos, segmentos não cicatrizados e frutos com vermes
2. Injuries to fruit: bruises, green spots, oil spots, rough, wide, or protruding navels, scale, scars, skin breakdown, and thorn scratches
3. Damage caused by dirt or other foreign material, disease, dryness, or mushy condition, hail, insects, riciness or woodiness, and sunburn.[48]

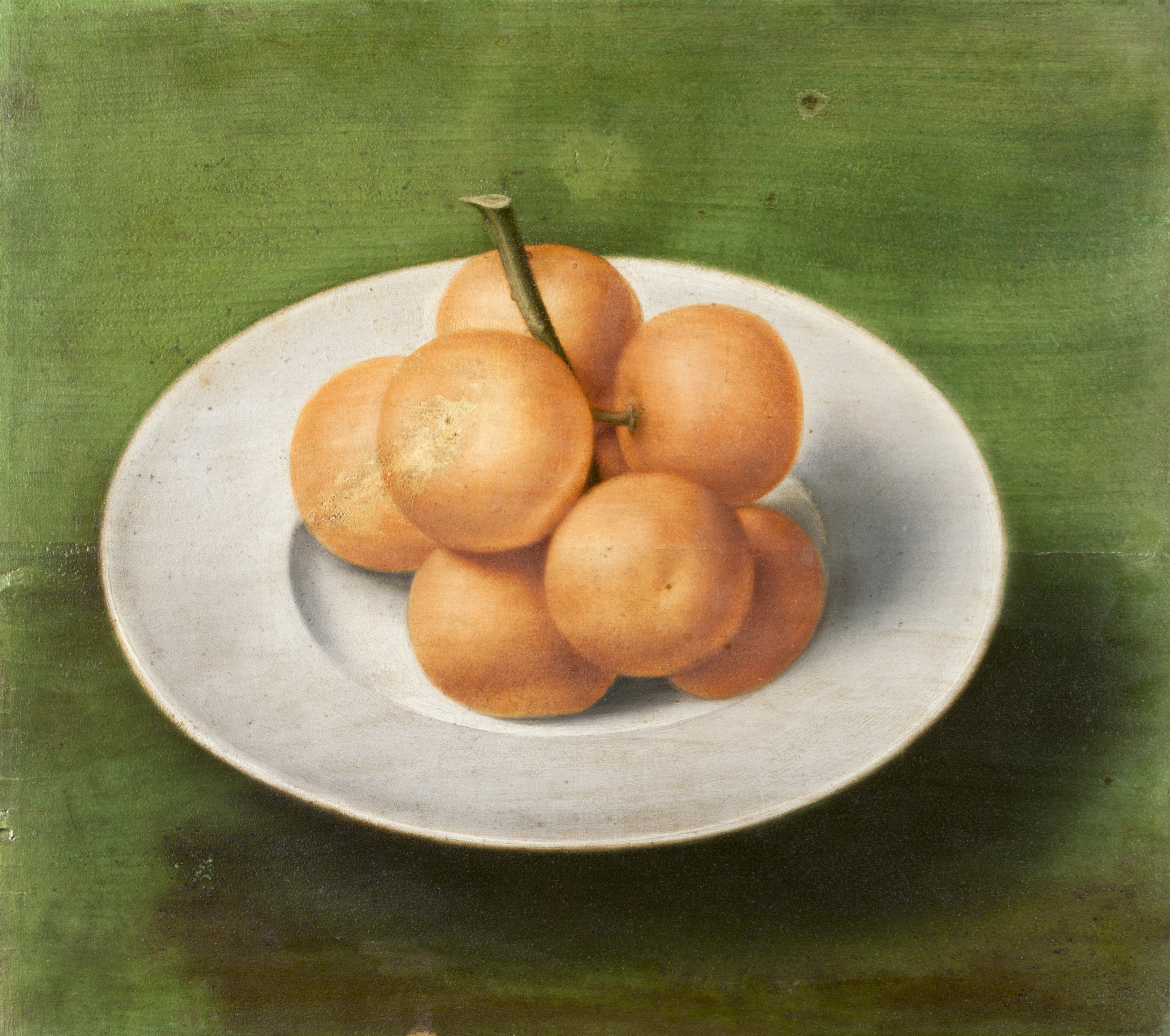
Natureza morta com laranjas em um prato, 1640

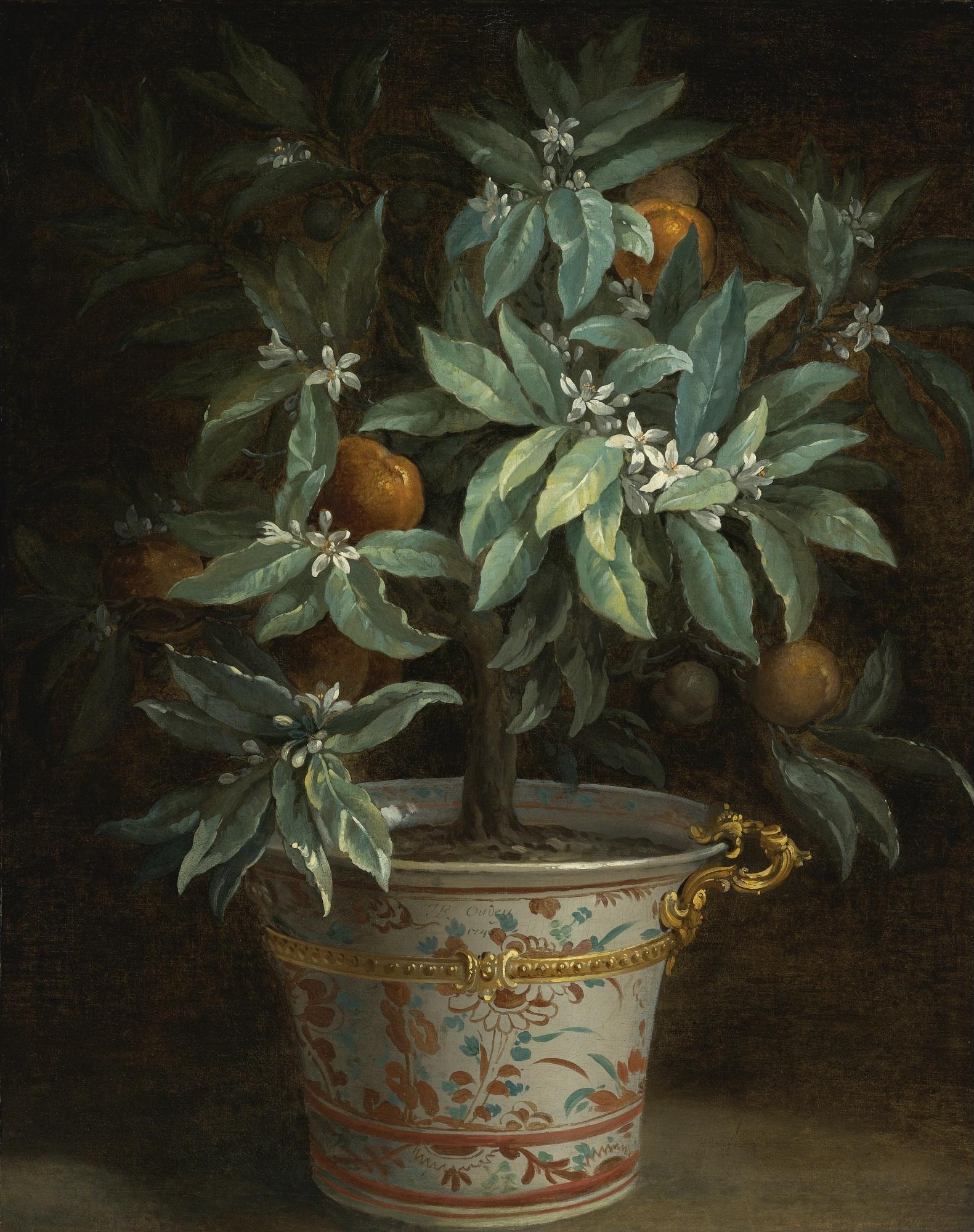
Jean-Baptiste Oudry, The Orange Tree, 1740

## Cultivo

### Clima

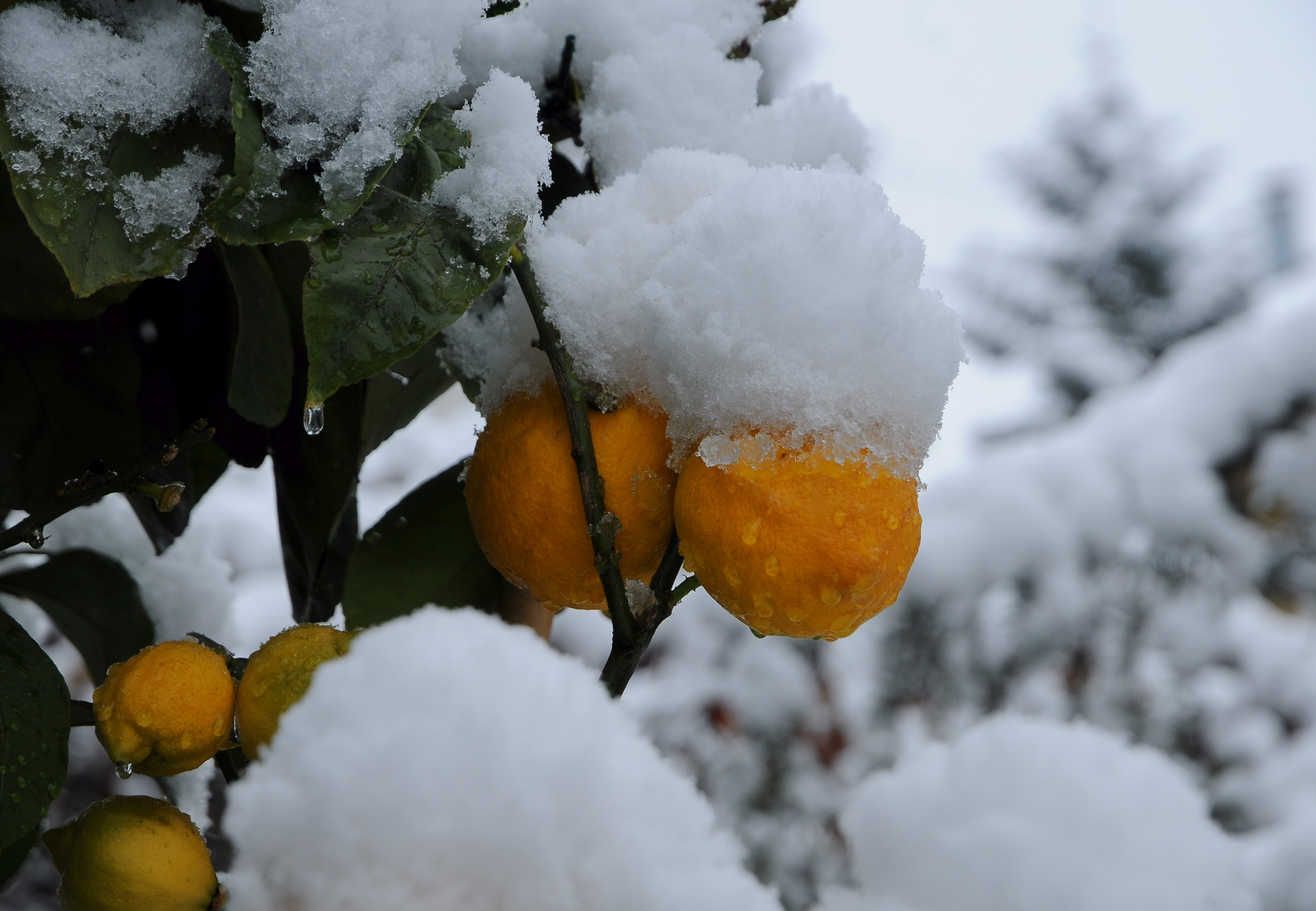
Uma laranjeira coberta e danificada pela neve nos Países Baixos

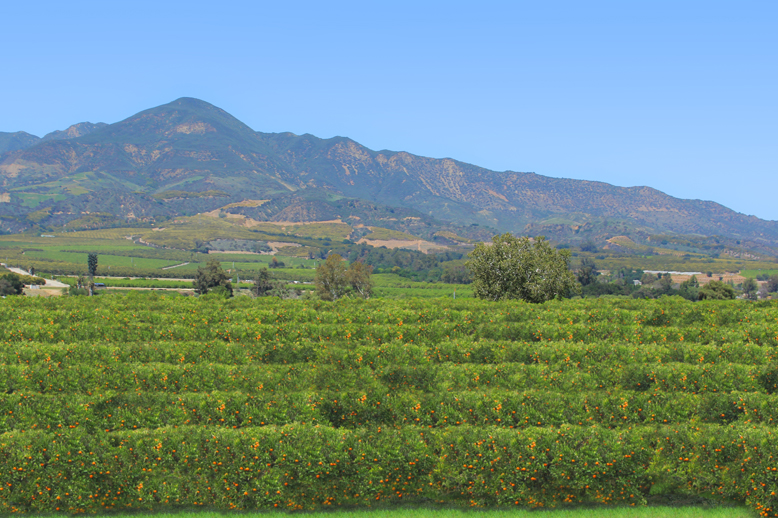
Laranjal na Califórnia

Como a maioria das plantas cítricas, as laranjas se dão bem em temperaturas moderadas — entre 15,5 e 29 °C (59,9 e 84,2 °F) — e requerem quantidades consideráveis de sol e água. Tem sido sugerido que o uso de recursos hídricos pela indústria cítrica no Oriente Médio é um fator que contribui para a dessecação da região. Outro elemento significativo no pleno desenvolvimento do fruto é a variação de temperatura entre o verão e o inverno e, entre o dia e a noite. Em climas mais frios, as laranjas podem ser cultivadas dentro de casa.
Como as laranjas são sensíveis à geada, existem diferentes métodos para evitar danos causados pela geada às plantações e árvores quando são esperadas temperaturas abaixo do congelamento. Um processo comum é borrifar as árvores com água para cobri-las com uma fina camada de gelo que permanecerá exatamente no ponto de congelamento, isolando-as mesmo que a temperatura do ar caia muito mais. Isso ocorre porque a água continua a perder calor enquanto o ambiente estiver mais frio do que está, e assim a água que se transforma em gelo no ambiente não pode danificar as árvores. Essa prática, no entanto, oferece proteção apenas por um período muito curto. Outro procedimento é queimar óleo combustível em aquecedores de pomar colocados entre as árvores. Esses dispositivos queimam com grande emissão de partículas, de modo que a condensação do vapor de água nas partículas de fuligem evita a condensação nas plantas e aumenta muito ligeiramente a temperatura do ar. Os aquecedores de pomar foram desenvolvidos pela primeira vez depois que um congelamento desastroso no sul da Califórnia em janeiro de 1913 destruiu uma safra inteira.

### Propagação
É possível cultivar laranjeiras diretamente a partir de sementes, mas elas podem ser inférteis ou produzir frutos que podem ser diferentes de seus pais. Para que a semente de uma laranja comercial cresça, ela deve ser mantida sempre úmida. Uma abordagem é colocar as sementes entre duas folhas de papel toalha úmido até que elas germinem e depois plantá-las, embora muitos cultivadores simplesmente coloquem as sementes diretamente no solo.
As laranjeiras cultivadas comercialmente são propagadas assexuadamente enxertando uma cultivar madura em um porta-enxerto de mudas adequado para garantir o mesmo rendimento, características idênticas de frutas e resistência a doenças ao longo dos anos. A propagação envolve duas etapas: primeiro, um porta-enxerto é cultivado a partir de sementes. Então, com aproximadamente um ano de idade, o topo frondoso é cortado e um botão retirado de uma variedade específica de enxerto é enxertado em sua casca. O enxerto é o que determina a variedade da laranja, enquanto o porta-enxerto torna a árvore resistente a pragas e doenças e adaptável a solos específicos e condições climáticas. Assim, os porta-enxertos influenciam a taxa de crescimento e têm efeito sobre a produtividade e qualidade dos frutos.
Os porta-enxertos devem ser compatíveis com a variedade neles inserida, pois, caso contrário, a árvore pode declinar, ser menos produtiva ou morrer.
Entre as várias vantagens da enxertia estão que as árvores amadurecem uniformemente e começam a dar frutos mais cedo do que as reproduzidas por sementes (3 a 4 anos em contraste com 6 a 7 anos), e que permite combinar os melhores atributos de um rebento com os de um porta-enxerto.

### Colheita
Colheitadeiras mecânicas que balançam o dossel estão sendo usadas cada vez mais na Flórida para colher laranjas. As máquinas agitadoras de dossel atuais usam uma série de dentes de seis a sete pés de comprimento para sacudir o dossel da árvore em um curso e frequência relativamente constantes.
Normalmente, as laranjas são colhidas uma vez que estão com uma cor mais pálida.

### Degradação
As laranjas devem estar maduras quando colhidas. Nos Estados Unidos, as leis proíbem a colheita de frutas imaturas para consumo humano no Texas, Arizona, Califórnia e Flórida. Laranjas maduras, no entanto, geralmente têm uma cor verde ou amarelo-esverdeada na casca. O gás etileno é usado para transformar a pele verde em laranja. Este processo é conhecido como "degradação", também chamado de "gaseificação", "transpiração" ou "cura". As laranjas são frutas não climatéricas e não podem amadurecer internamente após a colheita em resposta ao gás etileno, embora possam desverdear externamente.

### Armazenagem

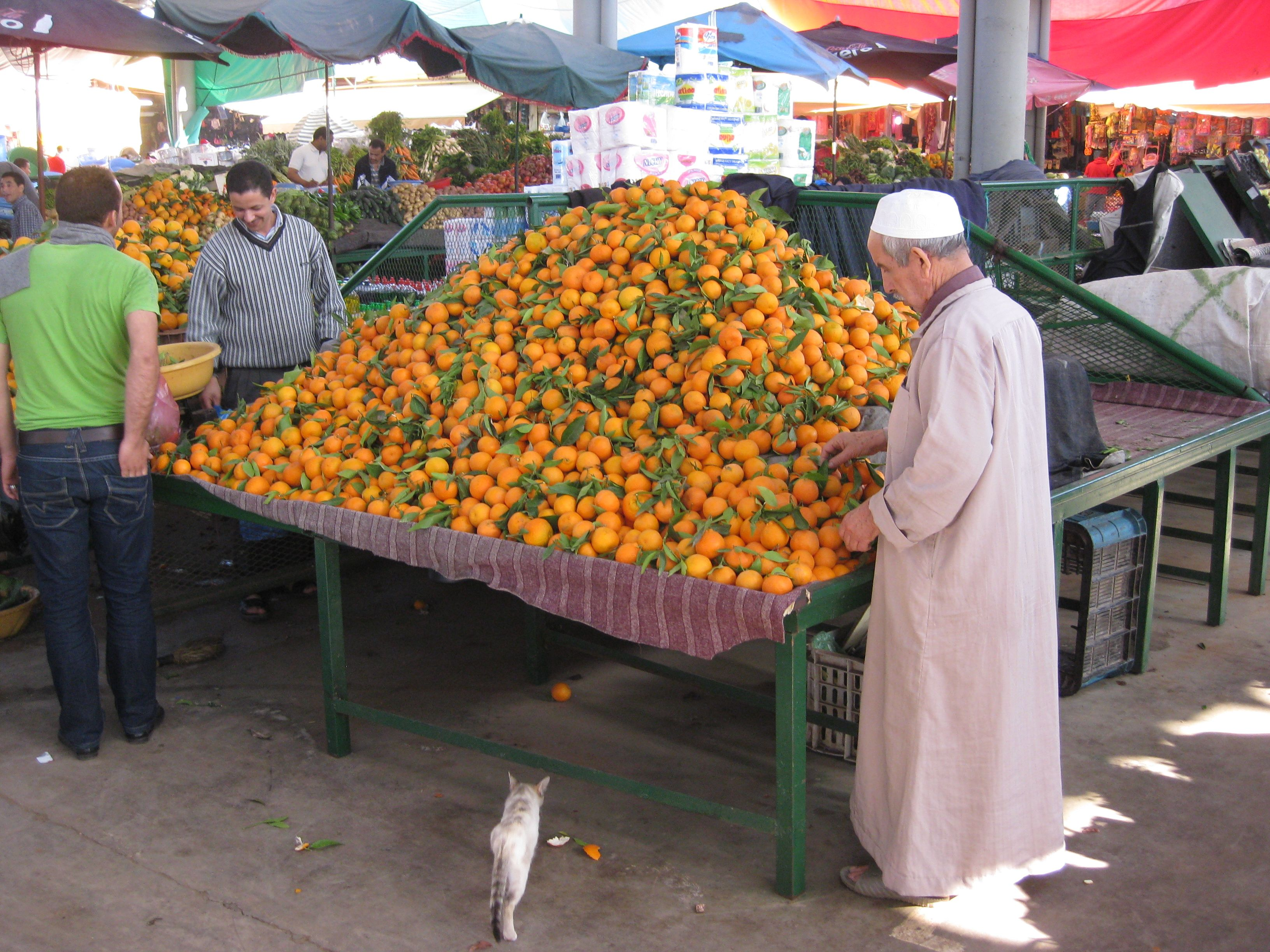
Um estande com laranjas em um mercado em Marrocos

Comercialmente, as laranjas podem ser armazenadas por refrigeração em câmaras de atmosfera controlada por até doze semanas após a colheita. A vida de armazenamento depende, em última análise, da cultivar, maturidade, condições pré-colheita e manuseio. Em lojas e mercados, no entanto, as laranjas devem ser expostas em prateleiras não refrigeradas.
Em casa, as laranjas têm uma vida útil de cerca de um mês. Em ambos os casos, de forma ideal, eles são armazenados soltos em um saco plástico aberto ou perfurado.

### Pragas e doenças

#### Cochonilha felpuda
A primeira grande praga que atacou as laranjeiras nos Estados Unidos foi a cochonilha felpuda (Icerya purchasi), importada da Austrália para a Califórnia em 1868. Em vinte anos, destruiu os pomares de citros ao redor de Los Angeles e limitou o crescimento da laranja em toda a Califórnia. Em 1888, o USDA enviou Alfred Koebele para a Austrália para estudar esse inseto em seu habitat nativo. Ele trouxe consigo espécimes de Novius cardinalis, uma joaninha australiana, e em uma década a praga foi controlada.

#### Doença dogreeningdos citrinos
A doença do greening dos citros, causada pela bactéria Liberobacter asiaticum, é a mais séria ameaça à produção de laranja desde 2010. Caracteriza-se por estrias de diferentes tonalidades nas folhas e frutos deformados, mal coloridos e sem sabor. Em áreas onde a doença é endêmica, as árvores cítricas vivem apenas cinco a oito anos e nunca dão frutos adequados ao consumo. No hemisfério ocidental, a doença foi descoberta na Flórida em 1998, onde atacou quase todas as árvores desde então. Foi relatado no Brasil pelo Fundecitrus Brasil em 2004. A partir de 2009, 0,87% das árvores nas principais áreas de cultivo de laranja do Brasil (São Paulo e Minas Gerais) apresentaram sintomas de greening, um aumento de 49% em relação a 2008.
A doença é transmitida principalmente por duas espécies de insetos psilídeos. Um deles é o psilídeo cítrico asiático (Diaphorina citri Kuwayama), eficiente vetor de Liberobacter asiaticum. predadores generalistas como as joaninhas Curinus coeruleus, Olla v-nigrum, Harmonia axyridis e Cycloneda sanguinea, e os crisopídeos Ceraeochrysa spp. e Chrysopearl spp. contribuem significativamente para a mortalidade do psilídeo cítrico asiático, o que resulta em uma redução de 80 a 100% nas populações de psilídeo. Em contraste, o parasitismo por Tamarixia radiata, um parasitoide espécie-específico do psilídeo cítrico asiático, é variável e geralmente baixo no sudoeste da Flórida: em 2006, atingiu uma redução de menos de 12% de maio a setembro e 50% em novembro.
Em 2007, aplicações foliares de inseticidas reduziram as populações de psilídeos por um curto período, mas também suprimiram as populações de joaninhas predadoras. A aplicação de aldicarbe no solo proporcionou controle limitado do psilídeo cítrico asiático, enquanto as imidaclopridas em árvores jovens foram eficazes por dois meses ou mais.
O manejo da doença do greening dos citros é difícil e requer uma abordagem integrada que inclui o uso de estoque limpo, eliminação do inóculo por meios voluntários e regulatórios, uso de pesticidas para controlar vetores de psilídeos na cultura cítrica e controle biológico de vetores de psilídeos em áreas não cultivadas reservatórios. A doença do greening dos citrinos não está sob gestão completamente bem sucedida.

#### Mancha gordurosa
A mancha gordurosa, doença fúngica causada pela Mycosphaerella citri, produz manchas foliares e desfolha prematura, reduzindo assim o vigor e a produtividade da árvore. Os ascósporos de M. citri são gerados em pseudotécios em folhas caídas em decomposição. Uma vez maduros, os ascósporos são ejetados e posteriormente dispersos por correntes de ar.

## Produção
| Produção de laranjas – 2020      | Produção de laranjas – 2020     |
| País                             | Produção (milhões de toneladas) |
| -------------------------------- | ------------------------------- |
| Brasil                           | 16,7                            |
| Índia                            | 9,9                             |
| China                            | 7,5                             |
| Estados Unidos                   | 4,8                             |
| México                           | 4,6                             |
| Espanha                          | 3,3                             |
| Egito                            | 3,2                             |
| Mundo                            | 75,5                            |
| Fonte: FAOSTAT das Nações Unidas |                                 |

Em 2020, a produção mundial de laranja foi de 75 milhões de toneladas, liderada pelo Brasil com 22% do total, seguido por Índia, China, Estados Unidos e México como outros grandes produtores (tabela).
Nos Estados Unidos, os bosques estão localizados principalmente na Flórida, Califórnia e Texas. A maior parte da safra da Califórnia é vendida como frutas frescas, enquanto as laranjas da Flórida são destinadas a produtos de suco. A área de Indian River, na Flórida, é conhecida pela alta qualidade de seu suco, que muitas vezes é vendido fresco nos Estados Unidos e frequentemente misturado com suco produzido em outras regiões porque as árvores de Indian River produzem laranjas muito doces, mas em quantidades relativamente pequenas.
O suco de laranja é comercializado internacionalmente como suco de laranja concentrado e congelado para reduzir o volume utilizado, de modo que os custos de armazenamento e transporte sejam menores.

### No Brasil e em Portugal
O Brasil é o maior produtor mundial de laranja. A área total de plantio é estimada em 800 mil hectares. Estima-se que, de cada cinco copos de suco consumidos no mundo, três sejam produzidos no Brasil, que já deteve 50 % da produção mundial, exporta 98 % do que produz e detém 85 % de participação no mercado mundial. Na safra 2019, a produção brasileira foi de pouco mais de 17 milhões de toneladas. O Estado de São Paulo é o maior produtor, respondendo por 77 % do total produzido no Brasil (13,2 milhões de toneladas). Outros estados com produção considerável são Minas Gerais (989 mil toneladas), Paraná (694 mil toneladas) e Bahia (574 mil toneladas). O Brasil é um grande exportador de suco de laranja: na safra 2019/2020, exportou quase 1 milhão de toneladas de suco, a um valor de US$ 1,650 bilhão, principalmente para a União Européia e os Estados Unidos. É um produto de alta importância na pauta de exportações do país.
As principais laranjas para consumo in natura no Brasil são a laranja-da-baía, laranja seleta, laranja japonesa, laranja-lima e laranja-pera. Já as principais laranjas utilizadas para a produção de sucos são a Laranja Valência, Pera Rio, Folha Murcha, Charmute e Hamlin.
Já em Portugal, onde a área plantada é estimada em 20 361 hectares, as principais variedades são Baía, Newhall, Dalmau ou Navelina, Lane Late, Navel Late, Rhodee Barnfield, Valência Late (clones: D. João, Frost, Olinda), de Setúbal e Jaffa. Em 2015 a produção de laranja neste país atingiu as 246,6 mil toneladas.

## Produtos

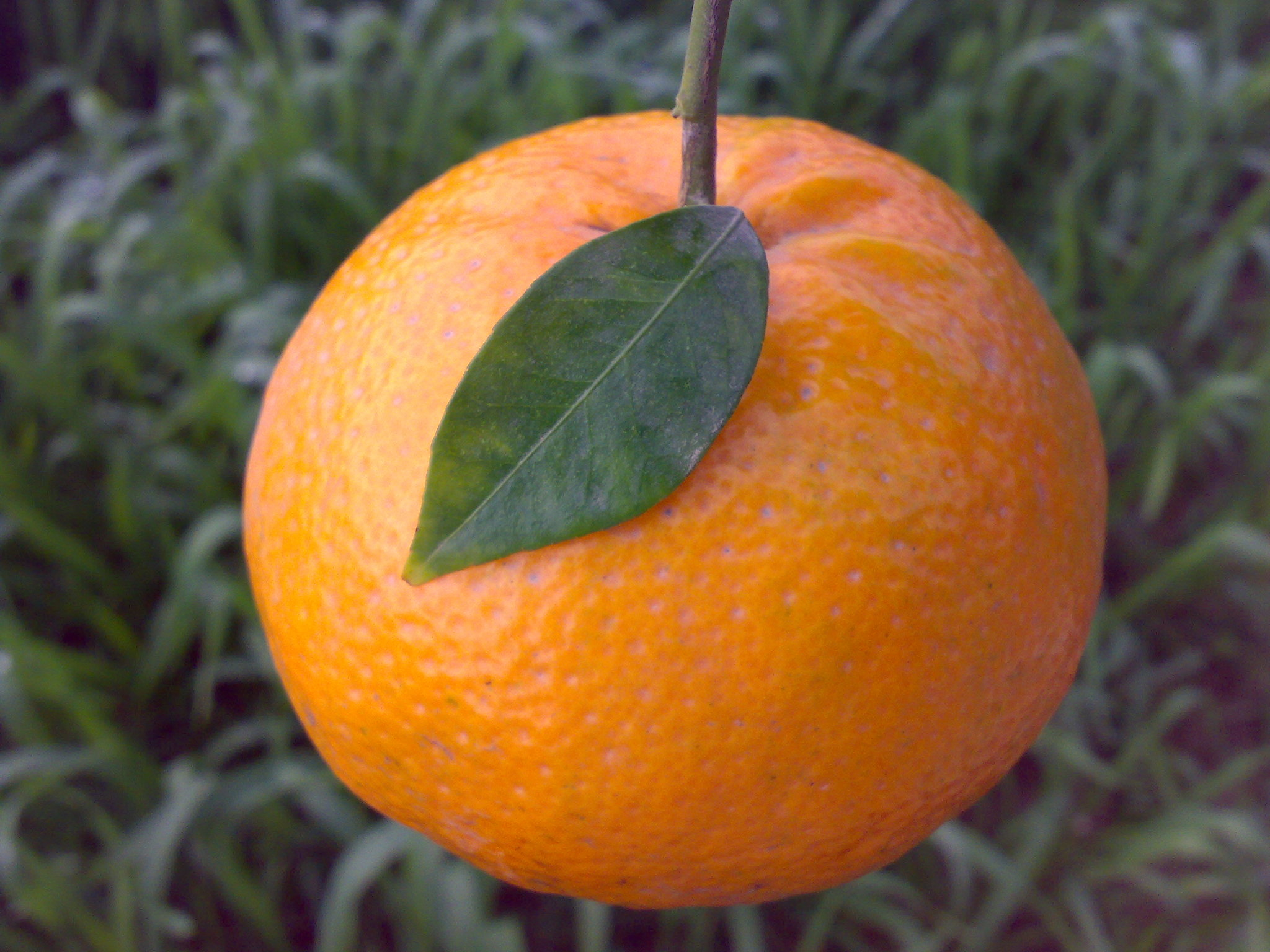
Kinnow, uma variedade de tangerina amplamente cultivada no Paquistão

Laranjas, cujo sabor pode variar de doce a azedo, são comumente descascadas e comidas frescas ou espremidas para suco. A casca azeda grossa é geralmente descartada, mas pode ser processada em ração animal por dessecação, usando pressão e calor. Também é usado em certas receitas como aromatizante ou guarnição. A camada mais externa da casca pode ser finamente ralada com um ralador para produzir raspas de laranja. As raspas são populares na culinária porque contém óleos e têm um sabor forte semelhante ao da polpa de laranja. A parte branca da casca, incluindo a medula, é uma fonte de pectina e tem quase a mesma quantidade de vitamina C que a carne e outros nutrientes.
Apesar de não ser tão suculenta ou saborosa quanto a polpa, a casca da laranja é comestível e possui teores significativos de vitamina C, fibra alimentar, polifenois totais, carotenoides, limoneno e minerais dietéticos, como potássio e magnésio.

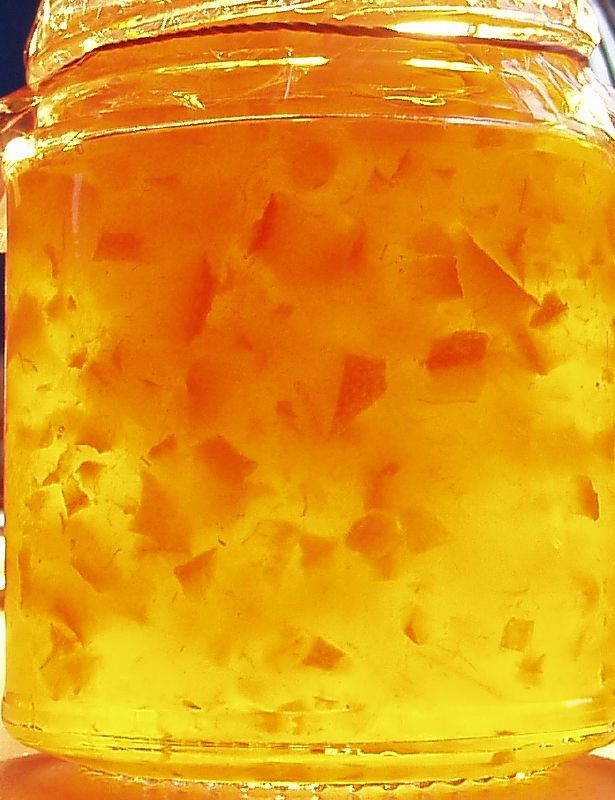
Pote de marmelada de laranja

O suco de laranja é obtido espremendo a fruta em uma ferramenta especial (um extrator ou espremedor) e coletando o suco em uma bandeja embaixo. Isso pode ser feito em casa ou, em escala muito maior, industrialmente. O Brasil é o maior produtor de suco de laranja do mundo, seguido pelos Estados Unidos, onde é uma das commodities negociadas na New York Board of Trade. O concentrado de suco de laranja congelado é feito de suco de laranja espremido na hora e filtrado.
O óleo de laranja doce é um subproduto da indústria do suco produzido pela prensagem da casca. É usado para aromatizar alimentos e bebidas e também na indústria de perfumes e aromaterapia por sua fragrância. O óleo de laranja-doce consiste em aproximadamente 90% de D-limoneno, um solvente usado em vários produtos químicos domésticos, como condicionadores de madeira para móveis e, juntamente com outros óleos cítricos, detergentes e produtos de limpeza para as mãos. É um agente de limpeza eficiente com cheiro agradável, promovido por ser ecologicamente correto e, portanto, preferível aos petroquímicos. D-limoneno é, no entanto, classificado como irritante para a pele e muito tóxico para a vida aquática em diferentes países.
As conservas de marmelada são tradicionalmente feitas com laranjas de Sevilha, que são menos doces. Todas as partes da fruta são utilizadas: o caroço e as sementes (separados e colocados em um saco de musselina) são fervidos em uma mistura de suco, casca lascada, polpa fatiada, açúcar e água para extrair sua pectina, o que ajuda a conservar.